# Paint.NET
Paint.NET（ペイントドットネット）は、.NET Frameworkで動作するMicrosoft Windows用のフリーのグラフィックソフトウェアである。

## 概要
このソフトウェアは、2004年春にワシントン州立大学 (WSU) の学生プロジェクトとして開発が始まり、15週間で製作された。2004年の夏学期から秋学期にかけて、ver1.1とver2.0がリリースされた。開発に際してはマイクロソフト社から機材を提供されるなどのサポートを受けた。元々は（2004年当時の低性能な）MSペイントの代替品として製作されたが、開発が進むにつれて、プラグインなどをサポートする本格的なグラフィックソフトとなった。
主要開発者2名は卒業後にマイクロソフトに採用されている。開発は現在も、WSUの学生時代に旧バージョンのPaint.NETの開発に携わっていたリック・ブリュースター（Rick Brewster）によって継続されている。
Paint.NET は基本的にC#言語で開発されているが、インストーラや一部にC++言語が使われている。フリーソフトであるが、寄付を募って開発費を賄うため、Windowsストアで販売される有料版も存在する。
旧バージョンはMITライセンスのオープンソースであったが、そのソースコードを盗用して独自ブランドのソフトとしてリリースする者が現れるという問題が起きたため、2007年12月、ソフトの作者であるブリュースターは、ソフトのコンポーネントへのアクセスを制限する方針を示した。その結果、2009年11月よりプロプライエタリソフトとなり、ソフトの派生作品の製作などが制限されることとなった。そのため、Linuxなどで動作するPaint.netクローンを目指してPintaと言うオープンソースのグラフィックソフトの開発がスタートしている。

## 歴史
詳細は公式サイトにおけるロードマップを参照。

### タイムライン
- バージョン 1.0 （公開日：2004年5月6日）：
  - WSU 開発者：Rick Brewster、Brandon Ortiz、Chris Trevino、Luke Walker
  - WSU 指揮者：Jack Hagemeister
  - Microsoft スポンサー：Ivan Lumala
  - Microsoft 指導者：Kerry Hammil
- バージョン 1.1 （公開日：2004年10月1日）：
  - Microsoft 指導者、開発者：Rick Brewster
  - WSU テスタ、文献作成：Tom Jackson、Michael Kelsey、Craig Taylor
- バージョン 2.0 （公開日：2004年12月17日）：
  - WSU 開発者：Tom Jackson、Michael Kelsey、Craig Taylor
  - WSU 指揮者：Jack Hagemeister
  - Microsoft 指導者：Rick Brewster
  - 効果：Chris Crosetto
  - テスト：WSU's Computer Science 422 Fall 2004 Students
- バージョン 2.1 （公開日：2005年4月30日）：
  - 開発者：Rick Brewster、Tom Jackson、Craig Taylor
  - ホームページのデザイン：Luke Walker
- バージョン 2.5 （公開日：2005年11月26日）
  - 開発者：Rick Brewster、Tom Jackson.
- バージョン 2.6 （公開日：2006年2月24日） - .NET Framework 2.0が必要となる
- バージョン 2.70 （公開日：2006年8月2日）
  - システムの必要環境の変更、プラグインの更新
- バージョン 3.0 （公開日：2007年1月26日） - Windows 2000が対応OSから外れる
  - タブの追加
  - カラーパレットの追加
  - グラデーションの追加
  - 「レイヤーを統合する」機能の追加
  - 効果の追加
  - 新たに6つの言語を追加
- バージョン 3.10 （公開日：2007年8月23日） -- ポートレイトのぼかしとインクスケッチ効果の追加、DDSファイルのサポート、パフォーマンスの改良、ブラシ幅を500ピクセルまでに拡大、レイヤーを追加・移動・削除する場合の動作を変更、バグの修正
- バージョン 3.20 （公開日：2007年12月12日）
- バージョン 3.30 （公開日：2008年4月10日）
- バージョン 3.5 （公開日：2009年11月6日）- .NET Framework 3.5 SP1が必要となる
- バージョン 4.0 （公開日：2014年6月24日）- .NET Framework 4.5が必要となり、Windows XP/Vistaが対応OSから外れる
  - バージョン 4.0.7 - .NET Framework 4.6が必要となる
  - バージョン 4.0.20 - .NET Framework 4.7が必要となる
- バージョン 4.1 （公開日：2018年9月5日）
- バージョン 4.2 （公開日：2019年7月13日）
  - バージョン 4.2.6 - SSE2が必要となる
- バージョン 4.3 （公開日：2021年9月22日）- .NET5が必要となる
  - バージョン 4.3.3 - .NET6が必要となる